# FlatOut
FlatOut é um jogo de Corrida desenvolvido pela Bugbear Entertainment e publicado pela Empire Interactive e Vivendi Games em 2004 e 2005.